# Église Saint-Privat de Laval-Atger
L'église Saint-Privat est une église catholique romaine située à Laval-Atger, en France.

## Localisation
L'église est située sur la commune de Laval-Atger, dans le département français de la Lozère.

## Historique
L'édifice est inscrit au titre des monuments historiques en 1939.